# ألكسندر لافيكن
ألكسندر إيفانوفيتش لافيكن (الروسية: Лавейкин, Александр Иванович من مواليد 21 أبريل 1951) هو رائد فضاء سوفيتي متقاعد.